# Jogos com mecanismo de corrida
O jogo de corrida é uma grande categoria de jogos de tabuleiro, em que o objetivo é ser o primeiro a mover todas as peças até o final de uma pista. 
Este é o tipo de mecanismo mais antigo conhecido, com artefatos físicos e representações visuais datando pelo menos do 3º milênio a.C. no Egito, Iraque e Irã; e também o mais amplamente utilizado: "todas as culturas que possuem jogos, possuem jogos de corrida" Jogos de corrida frequentemente usam dados para decidir opções de jogo e quão longe mover as peças. 

## Tipos de Jogos de Corrida
Jogos de corrida podem ser categorizados pela sua relação entre sorte e habilidade. Outras classificações incluem distribuição geográfica ou derivação; e formato da pista (incluindo espiral, cruz e círculo, e quadrado - seja boustrophedon como em Cobras e Escadas ou "labiríntico" como em Thaayam).

### Simples
Jogos de corrida multiplex priorizam o papel da estratégia enquanto mantêm o elemento de chance. Cada jogador tem mais de uma peça para movimentar, como nos jogos de corrida complexos, mas cada escolha de movimento impacta significativamente o resultado do jogo. Jogos de corrida multiplex incluem as muitas variedades da família de jogos de tabuleiro, dos quais o Backgammon é o representante mais conhecido. Outros exemplos incluem Trictrac, Nard e Acey-deucey. O antigo jogo egípcio Senet e o antigo jogo mesopotâmico Royal Game of Ur quase certamente eram jogos de corrida e podem pertencer a essa categoria.

### Complexos
Jogos de corrida complexos combinam elementos de sorte e estratégia, embora ainda priorizem a sorte em maior parte. Em geral, cada jogador tem mais de uma peça para movimentar (geralmente quatro), o que possibilita escolhas de movimento que podem colocar um jogador em posições vantajosas. Entre os jogos de corrida complexos estão os pertencentes à família de jogos de cruz e círculo. Muitos desses jogos, como Ludo, Parcheesi, Trouble, e Sorry!, têm suas origens nos antigos jogos indianos Pachisi e Chaupar.

### Multiplex
Jogos de corrida simples são caracterizados por dependerem puramente da sorte. Cada jogador tem apenas uma peça para movimentar, e o resultado do jogo é determinado exclusivamente pelo acaso. O Game of the Goose é o mais tradicional da maioria dos jogos de corrida simples no Ocidente, enquanto Snakes and Ladders se originou de jogos simples de corrida no subcontinente indiano. É provável que o antigo jogo egípcio Mehen fosse também um jogo de corrida simples.

### Estratégico
Os jogos de corrida estratégicos removem de sua mecânica (ou retiram de sua importância) o elemento do acaso. Exemplos incluem Bantu  e Lebre e Tartaruga .

## Jogos sem corrida
Muitos jogos de tabuleiro compartilham algumas características com os jogos de corrida, mas não são classificados como tal. Por exemplo, o mecanismo de rolar e mover-se, característico dos jogos de corrida, também é encontrado em jogos de corrida e luta, como o Coppit. No entanto, nestes jogos, o objetivo não é necessariamente terminar em primeiro lugar, mas sim capturar e remover as peças adversárias do tabuleiro.
Da mesma forma, em jogos tão diversos quanto Monopoly e Trivial Pursuit, os jogadores avançam por espaços que podem facilitar ou dificultar seu progresso, mas não há uma "linha de chegada" física. A vitória não é determinada pela posição alcançada, mas sim pelo acúmulo de itens ou pela conquista de objetivos específicos.
A definição do termo "jogos de corrida" pode ser ampliada para incluir todos os jogos de tabuleiro nos quais o vencedor é o primeiro a alcançar uma posição específica  . Além dos exemplos de jogos de corrida mencionados anteriormente, essa categoria também abarca jogos como Hex, Agon, Damas Chinesas e Tic-tac-toe. No entanto, muitas pesquisas sobre jogos de tabuleiro seguem a abordagem de Murray, que distingue jogos jogados em campos bidimensionais como uma categoria separada, como os "Jogos de Alinhamento e Configuração" de Murray   , enquanto mantêm apenas os jogos lineares (conforme definido anteriormente) na categoria de "jogos de corrida".
1. ↑  Parlett 1999, p 34.
2. ↑  Bantu at BoardGameGeek. Retrieved 13 January 2017.
3. ↑  For example in Trivial Pursuit, while the final question, for the win, must be answered in the center space, it is not the attainment of this position, but rather the correct answer (an "asset") that wins and ends the game.
4. ↑  For example, de Voogt (1995).
5. ↑  Murray (1951, pp. 4, 37–52). Cf. Bell's "Games of Position" (1960, pp. 91–112; 1969, pp. 55–70), and Parlett's "Space Games" (1999, pp. 8–12, 109–182).